# 1585 Union
1585 Union (1947 RG) là một tiểu hành tinh vành đai chính được phát hiện ngày 7 tháng 9 năm 1947 bởi E. L. Johnson ở Johannesburg (UO).